# Миколаївка (Барвінківська міська громада)
Микола́ївка —  село в Україні, у Барвінківській міській громаді Ізюмського району Харківської області. Населення становить 48 осіб. До 2020 орган місцевого самоврядування— Григорівська сільська рада.

## Географія
Село Миколаївка знаходиться в балці, по дну якої протікає пересихаючий струмок Домаха, за 0,5 км починається велике водосховище (~ 180 га). За 2 км на північ знаходиться село Петрівка.

## Історія
12 червня 2020 року, відповідно до Розпорядження Кабінету Міністрів України  № 725-р «Про визначення адміністративних центрів та затвердження територій територіальних громад Харківської області», увійшло до складу Барвінківської міської територіальної громади.
19 липня 2020 року, в результаті адміністративно-територіальної реформи та ліквідації Барвінківського району, село увійшло до складу Ізюмського району.

## Економіка
- В селі є молочно-товарна ферма.
- Невеликий піщаний кар'єр